# 阿斯法爾塔姆 (印地安納州)
阿斯法爾塔姆（英語：Asphaltum）是位於美國印地安納州傑斯帕縣的一個非建制地區。該地的面積和人口皆未知。